# Franco de los Urales
El franco de los Urales (en idioma ruso: Уральский франк) fue una unidad monetaria emitida en Sverdlovsk (Ekaterinburgo) en Rusia a modo de vales en 1996, durante la crisis financiera que afectó a los gobiernos locales y regionales en la Federación Rusa.
Los billetes, todos ellos con medidas de 145 × 80 mm, mostraban las denominaciones de 1, 5, 10, 20, 50, 100, 500 y 1000 francos.
El creador del proyecto es Anton Bakov.